# 경제적, 사회적 및 문화적 권리에 관한 국제규약 선택의정서

ICESCR 선택의정서 당사국 및 서명국:
당사국
비당사국이자 서명국
비당사국이자 비서명국

경제적, 사회적 및 문화적 권리에 관한 국제규약 선택의정서(Optional Protocol to the International Covenant on Economic, Social and Cultural Rights)는 경제적, 사회적 및 문화적 권리에 관한 국제규약에 대한 불만사항 및 조사 메커니즘을 확립하는 국제 조약이다. 2008년 12월 10일 UN 총회에서 채택되었으며 2009년 9월 24일 서명을 위해 공개되었다. 2024년 2월 현재 이 의정서는 46개 서명국과 29개 당사국을 보유하고 있다. 2013년 5월 5일부터 발효되었다.

## 같이 보기
- 경제적, 사회적 및 문화적 권리에 관한 국제규약
- 사형폐지를 위한 시민적 및 정치적 권리에 관한 국제규약 제1선택의정서